# This Was
| Críticas profissionais                                                      | Críticas profissionais |
| Avaliações da crítica                                                       | Avaliações da crítica  |
| Fonte                                                                       | Avaliação              |
| --------------------------------------------------------------------------- | ---------------------- |
| Allmusic                                                                    | 3 de 5 estrelas.       |
| Melody Maker                                                                | Sem avaliação          |
| Esta tabela precisa de ser acompanhada por texto em prosa. Consulte o guia. |                        |

This Was é o álbum de estreia da banda britânica Jethro Tull. Gravado ao custo de apenas 1,200 libras, o álbum foi definitivamente o trabalho de amadores no cenário rock. Vendeu relativamente bem e recebeu críticas favoráveis pouco após seu lançamento, representando uma espécie de prévia do som posterior desenvolvido pela banda. 
Ao contrário dos álbuns seguintes, o vocalista Ian Anderson divide aqui os créditos de composição com o guitarrista Mick Abrahams. O som do álbum no geral tende mais a uma pegada rhythm and blues do que o rock progressivo pelo qual o Tull se tornou conhecido.
Abrahams deixou o grupo após o lançamento deste álbum.

## Faixas
This Was foi remasterizado em 2001 e relançado com três faixas bônus.
1. "My Sunday Feeling" (Anderson) - 3:43
2. "Some Day the Sun Won't Shine for You" (Anderson) - 2:49
3. "Beggar's Farm" (Abrahams/Anderson) - 4:19
4. "Move on Along" (Abrahams) - 1:58
5. "Serenade to a Cuckoo" (Kirk) - 6:07
6. "Dharma for One" (Anderson/Bunker) - 4:15
7. "It's Breaking Me Up" (Anderson) - 5:04
8. "Cat's Squirrel" (Tradicional, arranjo por Abrahams) - 5:42
9. "A Song for Jeffrey" (Anderson) - 3:22
10. "Round" (Anderson/Abrahams/Bunker/Cornick/Ellis) - 1:03
11. "One for John Gee" (Abrahams) (bônus) - 2:06
12. "Love Story" (Anderson) (bônus) - 3:06
13. "Christmas Song" (Anderson) (bônus) - 3:06

## Músicos
Jethro Tull
- Ian Anderson: Vocais, flauta, gaita, piano
- Mick Abrahams: Vocais, guitarra
- Clive Bunker: Bateria
- Glenn Cornick: Baixo

Pessoal adicional
- David Palmer – Trompa francesa and arranjos de orquestra
- Terry Ellis - Produtor